# Самарська Лука (Україна)
Самарська Лука — піщаний масив у закруті річки Самара між сучасними містами Новомосковськ і Павлоград. 